# Pat Benatar
Patricia Mae Andrzejewski, poznatija pod umjetničkim imenom Pat Benatar (Brooklyn, New York, 10. siječnja 1953.) je američka rock pjevačica poljsko-irskog podrijetla.
Četverostruka je pobjednica Grammy nagrade. Pat je mezzosporanistica s velikim komercijalnim uspjehom, posebno u Sjedinjenim Američkim Državama. Tijekom 1980-ih, Benatar ima dosta hitova u Top 10, između ostalih: Hit Me with Your Best Shot, Love Is a Battlefield, We Belong i Invincible.  Bila je jedan od najpopularnijih umjetnika u ranim godinama na glazbenoj televiziji MTV. 

## Rane godine
Pat je rođena u Brooklynu u New Yorku te je odrasla u Lindernhurstu na Long Islandu. Pjevanjem se bavi od samog djetinjstva kroz cijelu ranu mladost. S 19 godina udaje se za svojeg srednjoškolskog dečka, Denisa Benatara, ali brak završava razvodom. 1973. godine Pat se posvećuje pjevačkoj karijeri inspirirana koncertom u Richmondu.

## Diskografija

### Studijski albumi
- In the Heat of the Night (1979.)
- Crimes of Passion (1980.)
- Precious Time (1981.)
- Get Nervous (1982.)
- Tropico (1984.)
- Seven the Hard Way (1985.)
- Wide Awake in Dreamland (1988.)
- True Love (1991.)
- Gravity's Rainbow (1993.)
- Innamorata (1997.)
- Go (2003.)

## Vanjske poveznice
- Službena stranica